# Gurd Island
Gurd Island är en ö i Kanada.   Den ligger i North Coast Regional District och provinsen British Columbia, i den sydvästra delen av landet, 4 000 km väster om huvudstaden Ottawa. Arean är 14 kvadratkilometer.
Terrängen på Gurd Island är platt. Öns högsta punkt är 171 meter över havet. Den sträcker sig 5,2 kilometer i nord-sydlig riktning, och 5,0 kilometer i öst-västlig riktning.
Klimatet i området är tempererat. Årsmedeltemperaturen i trakten är 4 °C. Den varmaste månaden är augusti, då medeltemperaturen är 11 °C, och den kallaste är mars, med 0 °C.